# Capo Race
Capo Race (in inglese Cape Race) è un promontorio situato nell'isola di Terranova, appartenente al Canada. Il suo nome si pensa derivi dall'originale nome in lingua portoghese di questo capo, "Raso" ("nudo"). Il Capo è apparso per la prima volta sulle mappe del XVI secolo come Cabo Raso, ed il suo nome potrebbe essere derivato da un capo con lo stesso nome vicino Cascais in Portogallo. Il promontorio era la posizione del trasmettitore LORAN-C Cape Race fino a quando il sistema non è stato disattivato nel 2010. Ospita anche il faro di Cape Race, noto per aver ricevuto la chiamata di soccorso dall'RMS Titanic il 14 aprile 1912.